# Сделай один ложный шаг
«Сделай один ложный шаг» (англ. Take One False Step) — фильм нуар режиссёра Честера Эрскина, который вышел на экраны в 1949 году.
Фильм рассказывает о женатом профессоре Эндрю Джентлинге (Уильям Пауэлл), который против своего желания соглашается прийти на вечеринку к старой подруге Кэтрин Сайкс (Шелли Уинтерс). На следующее утро газеты сообщают о её исчезновении, и Эндрю понимает, что полиция будет разыскивать его по подозрению в возможном её похищении и убийстве. Чтобы избежать скандала и сохранить свою репутацию, Эндрю решает самостоятельно провести расследование и найти Кэтрин. В итоге ему удаётся не только ускользнуть от полиции, но справиться с преступниками, выступить с лекцией, добиться крупной дотации на организуемый им университет и найти Кэтрин живой и невредимой.
Фильм получил сдержанные отзывы критики, отметив, что это в целом слабый фильм, который держится главным образом на харизме Пауэлла.

## Сюжет
Авторитетный профессор из Нью-Йорка Эндрю Джентлинг (Уильям Пауэлл) и двое его коллег прибыли в Лос-Анджелес с целью сбора средств на новый университет, который они предполагают организовать. Вечером в баре гостиницы Эндрю неожиданно сталкивается со своей бывшей подружкой Кэтрин Сайкс (Шелли Уинтерс), которую знал ещё по тем временем, когда служил в армии. Кэтрин по-прежнему влюблена в Эндрю, который однако давно счастлив в браке, и потому не хочет продолжать с ней вечер, возвращаясь в свой номер. Оттуда он звонит жене Хелен (Дороти Харт) в Нью-Йорк, приглашая её прилететь в Лос-Анджелес, чтобы составить ему компанию. Вскоре после этого Эндрю звонит изрядно выпившая Кэтрин, которая требует, чтобы он немедленно приехал к ней на вечеринку, в противном случае угрожая вернуться за ним в гостиницу. Опасаясь ненужного шума, который может устроить Кэтрин, Эндрю соглашается ненадолго заехать по указанному ей адресу. Выясняется однако, что никакой вечеринке нет, и Кэтрин в доме одна. Некоторое время спустя появляется их общая подруга по прежним временам Марта Уир (Марша Хант), в доме которой, как выясняется, они и находятся. Пока Кэтрин всё больше напивается, Марта рассказывает Эндрю, что та некоторое время назад вышла замуж за тёмного дельца Арнольда Сайкса (Джесс Баркер), после чего её характер заметно изменился, она отдалилась и пустилась вразнос. Когда Кэтрин сильно напивается и хочет поехать с Эндрю показаться на машине, он отвозит её домой. По дороге Кэтрин говорит ему, что он и некто Фредди Блэр (Микел Конрад) — единственные мужчины, которых она любит. Когда они останавливаются около дома, Кэтрин пытается поцеловать Энди. Он инстинктивно дёргает машину с места, в результате чего Кэтрин ударяется головой о лобовое стекло, получая небольшую кровавую рану. Эндрю даёт ей свой шейный платок, чтобы она могла вытереть кровь и обмотать рану. Когда Кэтрин отказывается выходить из машины, Эндрю уходит сам, а затем, когда Кэтрин освобождает салон, возвращается назад и уезжает в гостиницу.
На следующее утро Эндрю вместе с коллегами проводит переговоры с одним из потенциальных спонсоров проекта нового университета, миллионером А. К. Арнспайгером (Пол Харви). Во время разговора он замечает на столе газету с заголовком об исчезновении и возможном убийстве Кэтрин, где как улика упомянут окровавленный шейный платок. Шокированный этими новостями, Эндрю не в состоянии продолжить разговор, и к всеобщему недоумению выходит из кабинета. После такого поступка Арнспайгер начинает сомневаться в целесообразности своего участия в проекте. Эндрю собирается позвонить в полицию и обо всём рассказать, однако его опережает Марта, убеждая его разобраться во всём самому, прежде чем полиция свяжет с ним исчезновение Кэтрин. Марта рассказывает Эндрю о дневнике Кэтрин, который та хранила у себя дома, подозревая, что содержащаяся там информация может навредить Эндрю. Она предлагает Эндрю поехать в дом к Марте и забрать дневник, пока она будет отвлекать Сайкса. В своей машине Эндрю обнаруживает сумочку, которую забыла Кэтрин, а в ней — ключ от её дома. Когда Эндрю открывает дверь, то на него набрасывается огромная немецкая овчарка, которую профессору с трудом удаётся закрыть в одной из комнат. Затем он проходит в спальню Кэтрин, где находит дневник. Однако в этот момент входная дверь открывается, и в дом заходят капитан полиции Гледхилл (Джеймс Глизон) и его помощник Паччано (Шелдон Леонард). Эндрю вынужден спрятаться в шкафу, пока детективы обыскивают дом, обсуждая связи Сайкса в сфере нелегальных азартных игр, а также свой план проследить за Мартой. Когда детективам по телефону сообщают о том, что Сайкс движется домой, они быстро удаляются. Когда же затем пытается бежать и Эндрю, на него снова набрасывается собака, серьёзно кусая его за запястье. Защищаясь, Эндрю бьёт собаку канделябром по голове, после чего та падает на пол, и Эндрю успевает выбежать з дома. Вернувшийся Сайкс видит пострадавшую собаку и следы обыска. Он решает, что это дело рук его сообщника Фредди, после чего звонит в полицию.
Вернувшись в гостиницу, Эндрю вместе с Мартой просматривает дневник, где имя Эндрю фигурирует многократно. Они также обнаруживают в дневнике телефонный номер Фредди в Сан-Франциско, заключая, что он имеет отношение к исчезновению Марты. Эндрю решает, что ему нужно поехать в Сан-Франциско, чтобы лично поговорить с Фредди и во всём разобраться. На встрече с коллегами, и без того озадаченными его поведением, Эндрю вдруг заявляет им, что ему нужно срочно уехать в Сан-Франциско. Несмотря на всё своё удивление, профессора верят Эндрю и даже соглашаются организовать ему лекцию в поддержку нового университета в Калифорнийском университете в Беркли, куда рассчитывают пригласить и Арнспайгера. Эндрю направляется в Сан-Франциско на автомобиле, по дороге слушая новости о расследовании дела об исчезновении Кэтрин. Как сообщается в репортаже, сегодня в доме Кэтрин побывал человек, которого покусала бешеная собака. Испуганный Эндрю заезжает к первому попавшемуся частному доктору (Хаусли Стивенсон) в одном из маленьких городков. Доктор приступает к оформлению медицинской карты на Эндрю, который, заподозрив в ходе разговора, что доктору уже известно, что полиция разыскивает человека, укушенного бешеной собакой, сбегает. Вскоре Эндрю натыкается на полицейский пост, проверяющий все машины на дороге. На его счастье мальчик в машине перед ним решает разыграть полицию, сообщая, что видел человека с забинтованной рукой в конце очереди, и полиция сразу направляется к указанному автомобилю, пропуская без досмотра несколько машин, включая и Эндрю.
Заселившись в гостиницу, Эндрю звонит Фредди, который соглашается поговорить с ним только при условии, что встреча состоится поздно вечером на улице в указанном им месте, после чего бросает трубку. Рассчитывая встретиться с Фредди как можно скорее, Эндрю пытается выяснить адрес Фредди по номеру телефона, однако в справочной службе ему отказывают предоставить такую информацию, поскольку этот номер установлен в частной резиденции. К Эндрю заходит его поклонник, влиятельный местный профессор, доктор Маркейм (Говард Фримен), который организовывал лекцию Энди в университете. Благодаря своим связям в полиции Маркейм быстро выясняет адрес Фредди, а затем предлагает осмотреть перевязанную руку Эндрю, однако тот отказывается. Проводив Маркейма, Эндрю немедленно выезжает по адресу, находя одиноко стоящий особняк, из ворот которого выходит избитый и израненный Сайкс. Делая вид, что случайно проезжал мимо, Эндрю предлагает подвезти его до города, по дороге пытаясь выспросить, что с тем произошло. По наводящим вопросам Эндрю Сайкс понимает, что тот оказался у дома неслучайно, и, как тот полагает, подослан криминальным синдикатом. Он заявляет, что всеми деньгами завладел Фредди, после чего хватается за руль, пытаясь остановить машину. Несмотря на все попытки Эндрю успокоить Сайкса, ему это не удаётся. В результате машина врезается в дерево, и Эндрю от удара теряет сознание, а Сайкс сбегает.
Позднее в лекционном зале Университета в Беркли собравшиеся доктор Маркейм, профессура университета и коллеги Эндрю, прибывший Арнспайгер, а также Хелен, которая приехала вместе с Мартой из Лос-Анджелеса, в течение полутора часов ожидают опаздывающего Эндрю. Проследив за Мартой, в зале появляются также Гледхилл и Паччано. Вскоре приходит Эндрю, который с блеском читает лекцию о создании нового университета, после чего вдохновлённый Анреспайгер решает вернуться к инвестированию в этот проект. Он пытается поговорить об этом с Эндрю, однако тот, никого не замечая, выбегает из зала на встречу с Фредди. В этот момент к детективам от экспертов поступает информация, что окровавленный платок принадлежит Эндрю, и Гледхилл поручает разыскать автомобиль, на котором тот уехал из университета. Эндрю прибывает в условленное место для разговора с Фредди, который подозревает, что Эндрю направлен синдикатом, чтобы вернуть деньги, которые Фредди украл вместе с Сайксом. Фредди предлагает Эндрю взятку в 10 тысяч долларов за то, что тот якобы его не нашёл, обещая, что завтра исчезнет из страны навсегда. Однако когда Эндрю спрашивает Фредди о Кэтрин, тот сразу же начинает его избивать. Возникает драка, и на шум вскоре прибывает полиция. Фредди пытается сбежать по железнодорожным путям, однако попадает под движущийся состав и погибает. Пока полиция гоняется за Фредди, Эндрю удаётся сбежать незамеченным. Он возвращается в дом Фредди, где обнаруживает Кэтрин живой и невредимой, которая этим вечером собиралась уехать с Фредди за границу. Энди сажает Кэтрин в машину, чтобы отвезти её в Лос-Анджелес. Тем временем полиция задерживает Сайкса, а Глендхилл и Паччано направляются за машиной Эндрю. По дороге она рассказывает, что в ночь, когда они расстались, появился Фредди, который избил её до потери сознания и увёз в Сан-Франциско. Она боялась сообщать о себе в полицию, чтобы не навести на себя гнев мужа, долю которого Фредди присвоил себе. Затем Кэтрин говорит, что знает, где Фредди спрятал деньги, а это почти 100 тысяч долларов, и предлагает Эндрю вместе бежать с этими деньгами, однако он отказывается. Тогда на полном ходу со словами, что не вернётся к Сайксу, а лучше умрёт, она выскакивает из машины и подходит к обрыву скалы, угрожая броситься вниз. Эндрю однако удаётся уговорами остановить её, а затем и обхватить руками. В этот момент подъезжает полиция во главе с детективами Гледхиллом и Паччано. Видя, что Кэтрин в безопасности, Гледхилл сообщает Эндрю, что специально запустил в прессу историю с бешенством, чтобы заставить его выдать себя и начать действовать… Некоторое время спустя Эндрю выступает на торжественной церемонии закладки первого камня нового университета, и его слушают как Хелен, так и Кэтрин.

## В ролях
- Уильям Пауэлл — профессор Эндрю Джентлинг
- Шелли Уинтерс — Кэтрин Сайкс
- Марша Хант — Марта Уир
- Дороти Харт — Хелен Джентлинг
- Джеймс Глизон — капитал Гледхилл
- Шелдон Леонард — детектив Паччано
- Феликс Брессард — профессор Моррис Эврум
- Арт Бейкер — доктор Генри Притчард
- Говард Фримен — доктор Маркейм
- Хаусли Стивенсон — доктор Монтгомери Тэтчер
- Пол Харви — А. К. Арнспайгер
- Фпэнсис Пирло — профессор Герберт Уотсон
- Джесс Баркер — Арнольд Сайкс
- Микел Конрад — Фредди Блэр

## Создатели фильма и исполнители главных ролей
Продюсер, сценарист и режиссёр Честер Эрскин помимо этой картины поставил фильм нуар «Полночь. Смертельный приговор» (1934) с Хамфри Богартом, а также был сценаристом таких фильмов нуар, как «Все мои сыновья» (1948), «Ангельское лицо» (1953), «Доля секунды» (1953) и «Свидетель убийства» (1954).
Уильям Пауэлл трижды номинировался на «Оскар» как лучший актёр за главные роли в криминальной комедии «Тонкий человек» (1934), эксцентрической комедии «Мой слуга Годври» (1936) и комедии «Жизнь с отцом» (1947). После роли в фильме «Тонкий человек» (1934), где Пауэлл вместе с Мирной Лой составил пару светских детективов-любителей Ника и Нору Чарльзов, они сыграли вместе ещё в 13 фильмах, в том числе, пять из них — про семейный детективный дуэт Чарльзов. Последний из этих фильмов вышел в 1947 году.
Шелли Уинтерс завоевала два «Оскара» за главные роли в фильмах «Место под солнцем» (1951) и «Клочок синевы» (1965), а также дважды номинировалась на «Оскары» за роли второго плана в фильмах «Дневник Анны Франк» (1959) и «Приключение «Посейдона»» (1972). К лучшим фильмам с её участием относятся также «Плач большого города» (1948), «Винчестер 73» (1950), «Ночь охотника» (1955) и «Лолита» (1962).

## История создания фильма
Фильм поставлен по роману Ирвина и Дэвида Шоу (англ. David Shaw) «Ночной звонок» (англ. Night Call).
Во вступительных кадрах картины титры перемежаются с кадрами различных пар человеческих ног, оказывающихся на грани совершения ложного шага, который может иметь как юмористические, так и весьма печальные последствия.
Фильм находился в производстве в январе-феврале 1949 года. Натурные сцены фильма снимались в Беверли-Хиллс и в Сан-Франциско, остальная съёмка проходила в павильонах Universal Pictures. Премьера фильма состоялась 3 июня 1949 года в Лос-Анджелесе, в прокат фильм вышел в июне 1949 года.

## Оценка фильма критикой
После выхода картины на экраны кинообозреватель «Нью-Йорк таймс» Босли Краузер назвал её «чудно запутанным детективом» с Уильямом Пауэллом, в игре которого «несколько раз мелькает что-то похожее на его же известный образ Ника Чарльза в фильмах из серии „Тонкий человек“». Однако, как пишет критик, в отличие от тех фильмов, «неприятности, в которые на этот раз втянут герой Пауэлла, не кажутся ему ни смешными, ни завидными. И, если уж на то пошло, они ни в коей мере не захватывают драматизмом действия». Для фильма, который пытается быть весёлым, здесь многовато мрачных моментов и плоских шуток, а порой он переходит в «пустой и мелкий фарс». Как далее пишет Краузер, «и через всё это Джеймс Глисон и Шелдон Леонард бродят туда-сюда как команда комических детективов, таланты которых, как и их шутки, совершенно бездарны. Тем не менее, мы должны признать, что у них есть хорошая идея; они настаивают на том, что прежде всего необходимо „найти тело“ — в данном случае мисс Уинтерс». И, как заключает Краузер, «немного больше мисс Уинтерс — в смысле как активного участника действия — могло бы сделать эту довольно унылую картину, по крайней мере, более яркой».
По словам историка фильмов нуар Спенсера Селби, фильм рассказывает о «женатом преподавателе колледжа, который соглашается выпить со своей старой подругой, а на следующее утро его уже разыскивают по подозрению в её убийстве». Киновед Майкл Кини полагает, что «все это довольно скучно, хотя Пауэлл все ещё очень изящен и через пятнадцать лет после своей самой известной роли Ника Чарльза, учтивого частного детектива в „Тонком человеке“». Хэл Эриксон полагает, что «фильм спасает от безвкусицы врожденное достоинство Уильяма Пауэлла. Кроме того, в фильме много неожиданных моментов юмора», особенно это касается «непринужденного обмена шутками между Пауэллом и Шелли Уинтерс».